# 巴仓寺
巴仓雍仲绕丹林寺，简称巴仓寺（藏語：སྤ་ཚང་དགོན་པ，威利转写：spa tshang dgon pa），是位于西藏自治区那曲地区巴青县拉西镇的一座苯教寺院。

## 历史
巴仓雍仲绕丹林寺是1847年巴顿雍仲朗桑创建。巴仓寺是巴家族的主要寺庙。该寺先后出现了巴尼玛布、巴顿雍仲珠扎等苯教高僧，开创了五大理论及密宗四部的讲座习俗。该寺还开创了按夏杂巴教系的大圆满修行法，并成立讲修学院。
文化大革命期间，该寺遭到毁灭。文化大革命结束后，在巴达瓦、卡沃朵登西绕彭措二人主持下，本寺再度恢复，经堂、三佛田、讲修学院均获得恢复。先后由邓巴珠扎、嘉绒仲松索朗尼玛住持该寺。2000年代末，住持该寺的巴仓寺寺庙民主管理委员会主任为旦白尼玛。2009年，西藏自治区党委书记张庆黎在视察时，专程到巴仓寺看望并慰问该寺寺庙民主管理委员会成员及僧众，听取了民主管理委员会主任旦白尼玛的情况介绍。
据2008年的报道，巴青县敬老院紧临巴仓寺。平时敬老院的老人们爱到巴仓寺转经，巴仓寺寺庙民主管理委员会也经常赴敬老院看望老人们。

## 建筑
该寺经堂内外建筑精美，采用珍贵材料建造。建筑风格结合了古代和近代。